# احتشاء الرئة
احتشاء الرئة أو الاحتشاء الرئوي (بالإنجليزية: lung infarction)‏، هي حالة طبية تَحدُث عندما يُصبح الشريان الصادرللرئة مسدوداً، ويموت الجزء المُتضرر من الرئة. وغالباً ما يحدث بسبب الانصمام الرئوي.

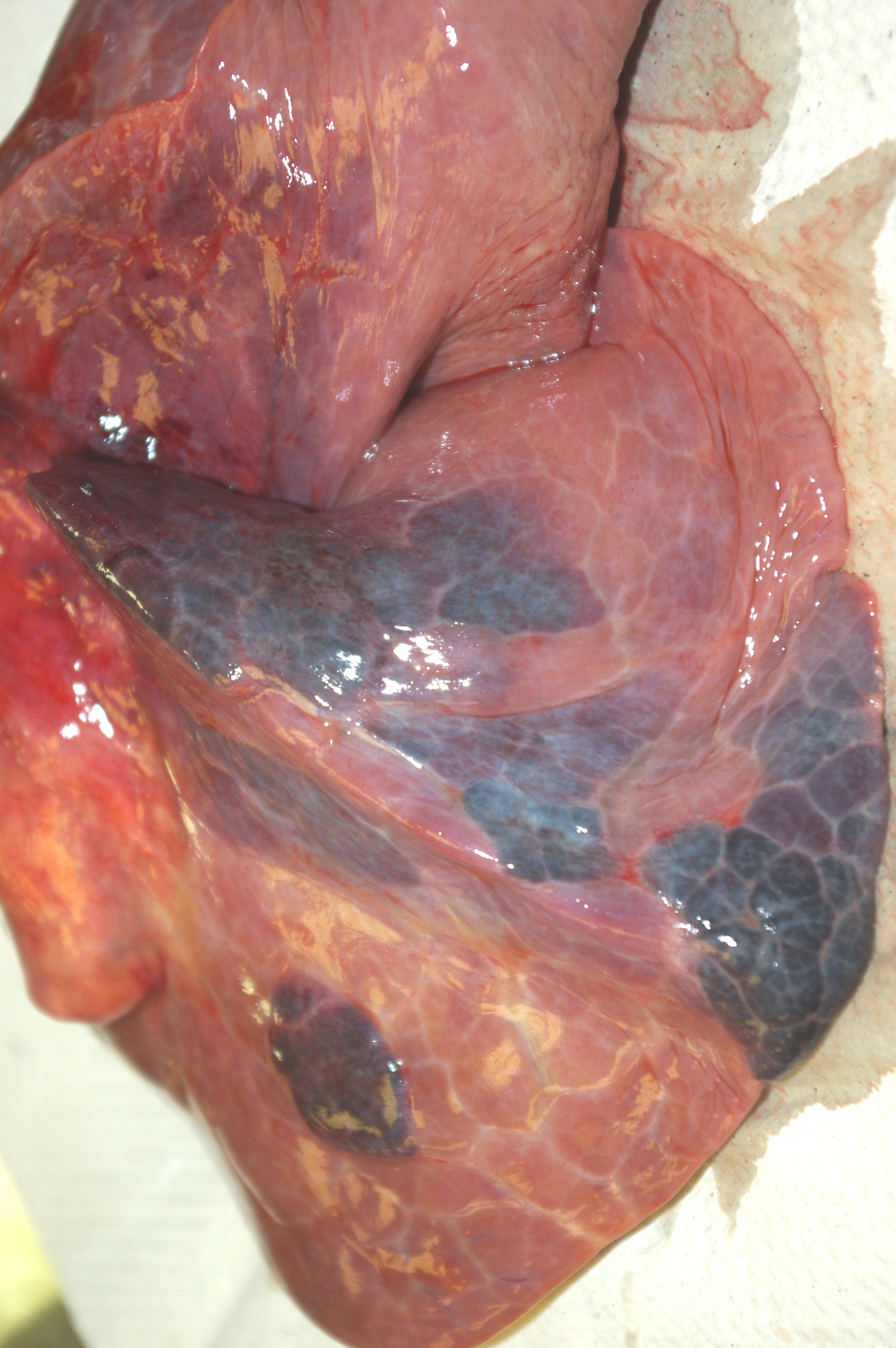
احتشاء رئوي عُثِر عليه عند تشريح الجثة